# شتراوپیتس
شتراوپیتس (به آلمانی: Straupitz) یک شهر در آلمان است که در دامه-اشپریوالد واقع شده‌است. شتراوپیتس ۱٬۰۴۲ نفر جمعیت دارد.